# Bombardier-Global-Familie
Bombardier Global ist die Vermarktungsbezeichnung einer seit 1996 produzierten Familie von zweistrahligen, schnellen Langstrecken-Geschäftsreiseflugzeugen in Tiefdeckerauslegung des kanadischen Flugzeugherstellers Bombardier Aerospace, die sich vor allem durch unterschiedliche Reichweiten, Avionikausstattungen und Rumpflängen unterscheiden. Die interne Bezeichnung des Typs lautet BD700.
Neben den zivilen Typen Global Express, Global Express XRS, Global 6000, Global 5000, Global 6500, Global 7500 und Global 8000 existieren unter anderem die militärischen Ausführungen Raytheon Sentinel R1 und Bombardier E-11A, bei denen entweder Aufklärungssensoren in den Rumpf integriert werden, um Aufklärung von Luft- oder Bodenzielen zu ermöglichen (Sentinel) oder Möglichkeiten zur Datenübertragung zwischen Bodeneinheiten und Satelliten bestehen (E-11A).
In ihrer Größen- und Reichweitenklasse konkurriert die Global-Familie mit den Mustern G650 und G550 des US-amerikanischen Gulfstream-Konzerns.

## Geschichte und Versionen
- 1991 – Beginn der Entwicklung
- 1996 – Erstflug Global Express
- 1999 – Auslieferung Global Express
- 2004 – Erstflug Global 5000
- 2010 – Beginn der Entwicklung Global 7500
- 2012 – Upgrade Global 5000/6000
- 2016 – Erstflug Global 7500
- 2018 – Auslieferung Global 7500

### Global Express/Global Express XRS/Global 6000/Global 5000

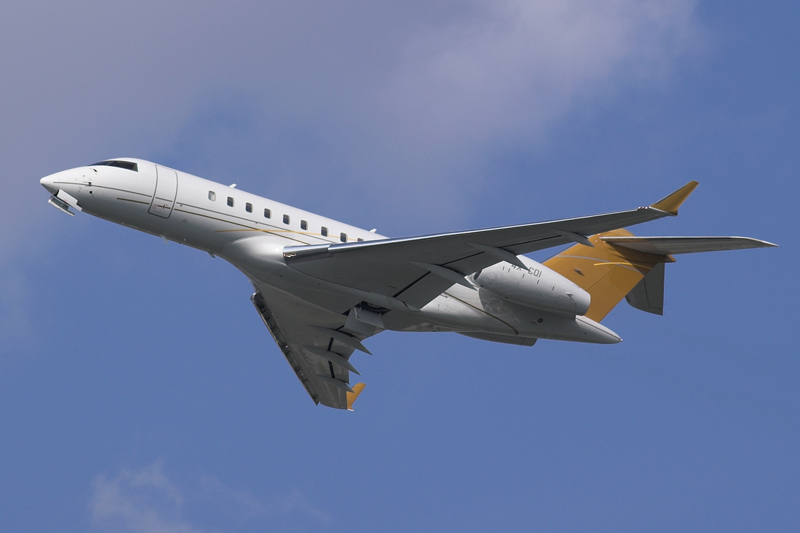
Bombardier Global 5000

Vor der Ankündigung eines neuen Geschäftsreiseflugzeuges mit interkontinentaler Reichweite unter dem Namen Global Express 1991 betrieb Bombardier diverse Studien, die dazu führten, dass man einen Markt für dieses Segment sah. Deshalb wurde zwei Jahre später der Bau des Flugzeuges – das erste von Bombardier allein entwickelte – offiziell beschlossen. An der Entwicklung beteiligten sich zur Hälfte ausländische Partner, so war zum Beispiel Rolls-Royce für die Triebwerke verantwortlich. Der Erstflug des Prototyps fand am 13. Oktober 1996 statt, die Auslieferung begann 1999. Ab 2004 wurde die kürzere Global 5000 angeboten, der im Vergleich zur 6000er-Version ein zusätzlicher Tank im hinteren Rumpf fehlt. Bombardier bietet seit Mitte 2009 jedoch eine Umrüstmöglichkeit an, mit der durch Erhöhung der maximalen Abflugmasse auf 41.958 kg (92.500 lb) die Reichweite der Global 5000 auf 5200 NM (9630 km) erhöht wird.
Bei der Global Express XRS wurde ein weiterer Tank im Übergang der Tragfläche zum Rumpf eingebaut, sodass die Reichweite um ca. 500 auf 6000 Seemeilen stieg. Mit der ab 2012 angebotenen neuen Avionik Bombardier Vision Flight Deck, abgeleitet aus dem Rockwell Collins ProLine Fusion, wurde die Bezeichnung in Global 6000 geändert. Seit etwa 2012 wird auch jede neugebaute Global 5000 (ab der Seriennummer 9435) mit dem Bombardier Vision Flight Deck ausgeliefert, ohne dass sich die Bezeichnung geändert hat.

### Global 7000/7500/Global 8000

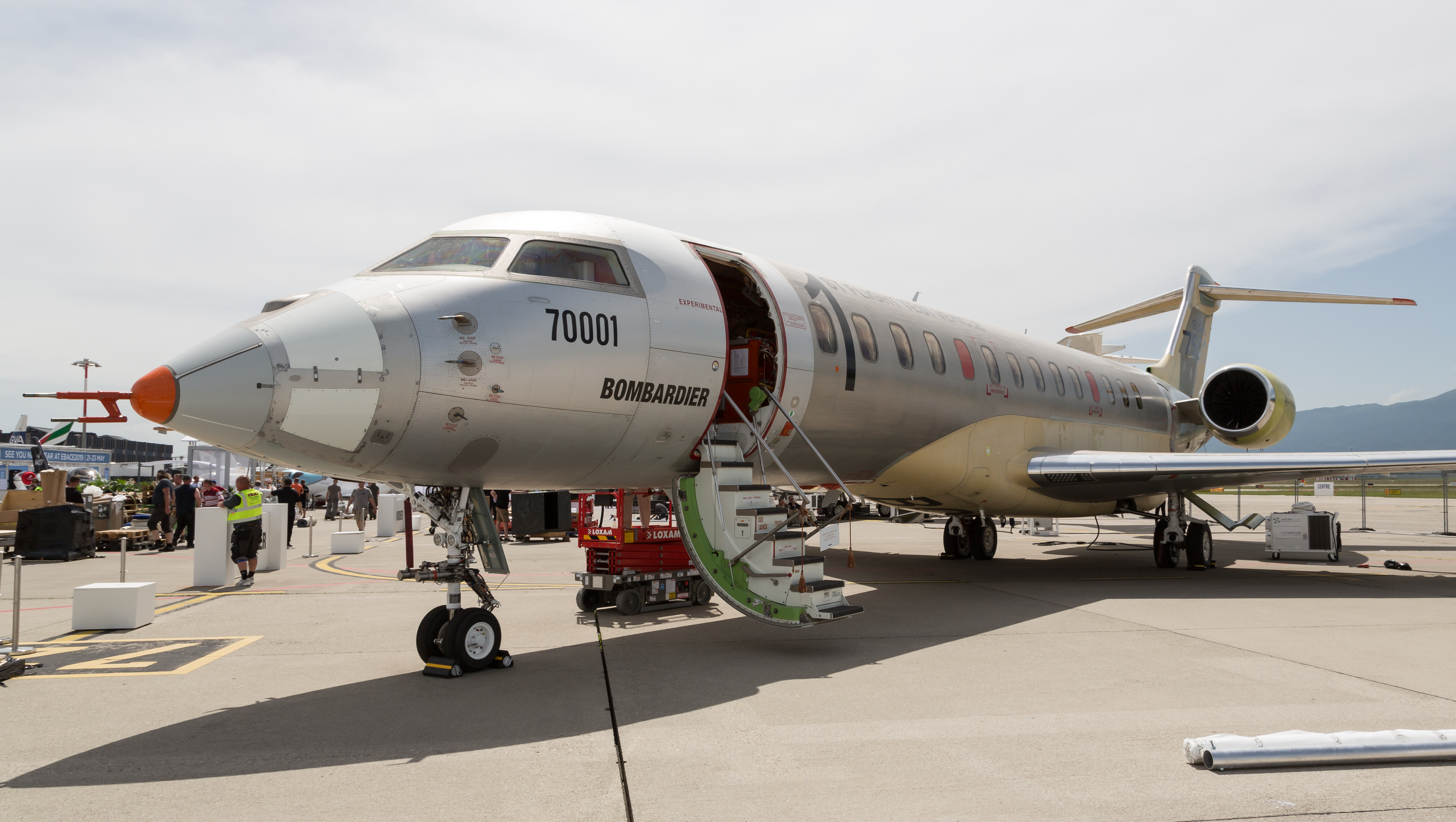
Prototyp der Global 7500 auf der Messe EBACE in Genf, 2018

Im Oktober 2010 gab Bombardier bekannt, mit der Global 7000 und der Global 8000 zwei neue Typen herstellen zu wollen. Die Global 7000 sollte ursprünglich im Jahr 2016 in Dienst gestellt werden, durch Verzögerungen bei der Entwicklung wurde dieser Termin auf 2018 verschoben. Bei Transport Canada wurde Anfang September 2016 die erste Global 7000 mit dem Kennzeichen C-GLBO registriert, der Erstflug fand am 4. November 2016 statt. 2018 wurde im Vorfeld der European Business Aviation Conference & Exhibition die Global 7000 aufgrund der höheren Reichweite (nach einem durch die amerikanische FAA festgelegten Standard) in Global 7500 umbenannt und zwei mittlere Modelle Global 5500 und Global 6500 vorgestellt. Die Global 8000 soll einen verkürzten Rumpf besitzen, aber eine Reichweite von 7.900 Seemeilen ermöglichen.
Während der Flugerprobung, die im November 2016 begann, konnte mit der Global 7500 eine Reichweite von 7700 Seemeilen (inklusive benötigter Spritreserven) erreicht werden, sodass beispielsweise die Flugstrecke Montreal–Peking nonstop erreicht werden könnte. Der Neupreis wird mit 72 Mio. USD angegeben. Im Oktober 2018 erhielt der Typ seine Zulassung durch die Behörden. Die erste Bombardier Global 7500 wurde Ende 2018 an einen anonymen Kunden geliefert. Die erste in Europa zugelassene Global 7500 wurde im März 2019 an den ehemaligen Formel-1-Fahrer Niki Lauda übergeben und in das österreichische Luftfahrzeugregister eingetragen. Bombardier plante, 2019 zwischen 15 und 20 Flugzeuge auszuliefern.
Neben einer nochmals erhöhten Reichweite ist der größte Unterschied der Global 7500 gegenüber ihren Vorgängern, dass sie eine Fly-by-Wire-Flugsteuerung besitzt, die aus dem Airbus A220 (vormals Bombardier CSeries) übernommen wurde, wodurch auch das Steuerhorn zugunsten eines sogenannten Sidesticks wegfällt. Während der Erprobung setzte einer der Prototypen Anfang 2019 einen neuen Reichweiten-Rekord auf der Strecke Singapur–Tucson, Arizona (8.152 NM (ca. 15.100 km), 16:07 h); der Flug wurde allerdings bereits kurze Zeit später von einer Gulfstream G650 übertroffen, die eine längere Strecke (8.379 NM (ca. 15.520 km), die Flugzeuge flogen nicht direkt, sondern auf Luftstraßen) und in kürzerer Zeit (15:23 h) absolvierte. Im Oktober 2019 gelang Bombardier ein noch weiterer Flug von Sydney nach Detroit über 8.225 NM (ca. 15.230 km).

### Global 5500/6500
Auf der EBACE 2018 wurden zwei neue Global-Modelle unterhalb der 7500/8000 präsentiert, welche die Global 5000 und 6000 ablösen. Sie werden mit Rolls-Royce Pearl-Triebwerken ausgerüstet und Reichweiten von rund 10.000 bzw. 12.000 km aufweisen. Transport Canada erteilte den neuen Versionen am 30. September 2019 die Zulassung, die europäische Luftfahrtbehörde EASA folgte am 15. Oktober 2019. Die Zulassung durch die US-amerikanische Federal Aviation Administration erfolgte Ende Dezember 2019. Die Global 5500 ist gegen Mitte 2020 erstmals bei einem ungenannten Kunden in Dienst gestellt worden.

### Maritime Patrol Aircraft
Im Februar 2015 stellte Israel Aerospace Industries (IAI) eine auf der Global 5000 beruhende, als ELI-3360 bezeichnete, Maritime Patrol Aircraft-Version vor. Käufer gibt es für diese Ausführung bislang keine.

### Produktion
An der Fertigung der Global-Flugzeuge sind bzw. waren verschiedene Werke des Bombardier-Konzerns beteiligt, u. a. in Toronto, Montreal, Belfast und Wichita (Kansas). 2023 wurde in Toronto die Produktion in einer neugebauten Fabrik am Flughafen Toronto-Pearson gestartet und die alte Fabrik am Downsview Airport 2024 geschlossen.

## Konstruktion
| Bezeichnung                                               | Intern      | ICAO |
| --------------------------------------------------------- | ----------- | ---- |
| Global 5000 Global 5500                                   | BD-700-1A11 | GL5T |
| Global Express Global Express XRS Global 6000 Global 6500 | BD-700-1A10 | GLEX |
| Global 7500                                               | BD-700-2A12 | GL7T |

Die Flugzeuge der Global-Familie sind Geschäftsreiseflugzeuge mit Flügeln starker Pfeilung für hohe Reisegeschwindigkeiten und einer Druckkabine, die Flüge in bis zu 51.000 ft (ca. 15.540 m) Höhe ermöglicht. Der Rumpf ist vor allem aus Aluminium, Stahl, Titan und glasfaserverstärktem Kunststoff zusammengesetzt. Dabei ist der Flügel aus Aluminium hergestellt, die Störklappen, Flügelklappen und Winglets bestehen aus kohlenstofffaserverstärktem Kunststoff (CFK). Das Flugzeug hat einen Einstieg auf der linken Rumpfseite vorne, darüber hinaus noch eine kleinere Tür im Heck unter dem linken Triebwerk zum Beladen sowie einen Notausstieg auf der rechten Seite über dem Flügel.

### Triebwerke
Zwei Triebwerke des Typs BR700 (Global 5000/6000: Rolls-Royce BR710, Global 5500/6500: Rolls-Royce Pearl 15, Global 7500: GE Passport) treiben das Flugzeug an, liefern darüber hinaus aber auch noch Energie für drei Hydrauliksysteme, vier Generatoren mit jeweils 40 kVA Leistung und der Klimaanlage mit jeweils einem Pack. Bei Ausfall beider Triebwerke steht zudem noch eine Ram-Air-Turbine zur Verfügung, die aus der rechten Rumpfseite unterhalb des Cockpits ausfährt und die Notversorgung sicherstellt. Zur Verkürzung der Landestrecke haben die Triebwerke Schubumkehr mit zwei oben und unten angebrachten Schubumkehrklappen, die hydraulisch in den Schubstrahl des Triebwerks gefahren werden. Die Leistung der Triebwerke wird über eine digitale Regelungsautomatik (FADEC) kontrolliert, das Flugzeug hat Autothrottle, der automatischen Regelung einer von der Besatzung eingestellten Geschwindigkeit oder eines eingestellten Schubwertes (zum Beispiel maximal verfügbarer Schub im Steigflug). Ein Hilfstriebwerk (APU) versorgt am Boden einen eigenen Generator, das Klimasystem und über den Generator eine Hydraulikpumpe. Der Schutz vor Vereisung im Flug wird durch Zapfluft der beiden Triebwerke sichergestellt, die in die Vorflügel und die Nase der Triebwerksgondeln geleitet wird.

### Steuerung
Zur Flugsteuerung gehören neben Höhen-, Seiten- und Querruder auch insgesamt sechs Spoilerpaare. Davon sind die äußeren vier jeweils sogenannte Multifunction spoiler, die sowohl zur Erhöhung des Widerstands und damit zur Reduktion der Geschwindigkeit genutzt werden können als auch automatisch zur Unterstützung der Querruder angesteuert werden. Nach dem Aufsetzen fahren die inneren beiden Spoiler zusätzlich als Ground Spoiler zur Verringerung von Auftrieb und Geschwindigkeit aus. Die Ausschläge der Querruder werden bei der Global 7500 als Funktion der Fluggeschwindigkeit angesteuert, so dass bei höheren Geschwindigkeiten (> 295 kn (ca. 550 km/h)) nur die jeweils inneren Querruder betätigt werden und in einem Übergangsbereich (295–275 kn, (ca. 550–510 km/h)) die äußeren Steuerflächen nur anteilig ausschlagen, um eine Überlastung des Flugzeuges zu verhindern. Durch die Fly-by-Wire-Steuerung (FBW) ist der Rollwinkel auf maximal 80° begrenzt, wenn der Winkel auf mehr als 30° erhöht wurde, steuert das Flugzeug selbstständig auf diesen Wert zurück. Bei der Landung wird die Nase durch FBW automatisch in Richtung der Landebahn gesenkt, der Pilot hält den Sidestick dabei in einer Neutralposition.

### Auftriebshilfen
Die Klappen an den Flügelenden können zu Start und Landung in eine von vier Stellungen gebracht werden: 0°, 6°, 16° und 30°. Nur die letzte Stellung ist für Landungen zugelassen, vor dem Ausfahren der Klappen werden auf jeden Fall die Vorflügel ausgefahren. Nach Herstellerangaben sind somit Starts (Meereshöhe, Standardtemperatur, maximales Abfluggewicht) auf einer Strecke von etwa 1.900 Metern und Landungen auf einer Strecke von 900 Metern möglich.

### Avionik
Bei der Indienststellung waren alle Flugzeuge der Familie mit der Avionik-Suite Primus 2000 des Herstellers Honeywell ausgestattet, bestehend aus sechs senkrecht angeordneten Displays mit einer Diagonale von 10,6 Zoll, anfangs als Kathodenstrahlröhren, später als Flüssigkristallanzeige. Ab 2012 wird in allen Flugzeugen hingegen das Vision Flight Deck verwendet, das aus dem Rockwell Collins Pro Line Fusion abgeleitet wurde und nunmehr aus vier, jeweils horizontal angeordneten 15,1 Zoll großen Bildschirmen besteht, und generell noch weitere (kleine) Displays enthält, über die beispielsweise die Funkfrequenzen angezeigt werden können. Auf der linken Cockpitseite steht ein Head-up-Display zur Verfügung. Ein Wetterradar in der Flugzeugnase (Phased-Array) soll Gefahren, die etwa von einer Gewitterzelle ausgehen, rechtzeitig anzeigen.

### Fahrwerk
Das Fahrwerk besteht aus zwei Hauptfahrwerksbeinen mit jeweils zwei Rädern, die in den Flügel eingezogen werden, sowie einem Bugrad, das in die Nase eingezogen wird. Während des Fluges sind alle Fahrwerksteile von Fahrwerkstüren verschlossen. Gesteuert wird das Flugzeug am Boden von einem eigenen Lenkrad über das Bugfahrwerk, das Hauptfahrwerk hat Bremsen mit Bremsscheiben aus kohlenstofffaserverstärktem Kohlenstoff. Die Temperatur der Bremsen wird überwacht und im Cockpit angezeigt.

## Technische Daten
| Kenndaten                     | Global 5000                                | Global Express XRS                         | Global 5500                                                | Global 6000                                | Global 6500                                                | Global 7500                                                | Global 8000                                   |       |
| ----------------------------- | ------------------------------------------ | ------------------------------------------ | ---------------------------------------------------------- | ------------------------------------------ | ---------------------------------------------------------- | ---------------------------------------------------------- | --------------------------------------------- | ----- |
| Besatzung                     | 2–3                                        | 2–4                                        | 2–4                                                        | 2–4                                        | 2–4                                                        | 2–4                                                        | 2–4                                           | 2–4   |
| Passagiere                    | 8–17 (typ. 12–13)                          | 8–19 (typ. 12–13)                          | max. 16                                                    | max. 17                                    |                                                            | 10–19                                                      | 8–19                                          |       |
| Länge                         | 29,50 m                                    | 30,30 m                                    | 29,50 m                                                    | 30,30 m                                    |                                                            | 33,83 m                                                    | 30,97 m                                       |       |
| Spannweite                    | 28,60 m                                    | 28,60 m                                    | 28,7 m                                                     | 28,7 m                                     |                                                            | 31,79 m                                                    | 31,79 m                                       |       |
| Höhe                          | 7,70 m                                     | 7,70 m                                     |                                                            | 7,80 m                                     | 7,80 m                                                     | 8,14 m                                                     | 8,14 m                                        |       |
| Flügelfläche                  | 94,9 m²                                    | 94,9 m²                                    | 94,8 m²                                                    | 94,8 m²                                    |                                                            | k. A.                                                      | k. A.                                         |       |
| Flügelstreckung               | 8,6                                        | 8,6                                        | 8,7                                                        | 8,7                                        |                                                            |                                                            |                                               |       |
| Kabinenlänge                  | 13,92 m                                    | 14,7 m                                     | 12,41 m                                                    | 13,18 m                                    |                                                            | 18,17 m                                                    | 15,42 m                                       |       |
| Kabinenbreite                 | 2,49 m                                     | 2,49 m                                     | 2,41 m                                                     | 2,41 m                                     | 2,41 m                                                     | 2,49 m                                                     | 2,49 m                                        |       |
| Kabinenhöhe                   | 1,91 m                                     | 1,91 m                                     | 1,88 m                                                     | 1,88 m                                     | 1,88 m                                                     | 1,91 m                                                     | 1,91 m                                        |       |
| Kabinenvolumen                | 57,26 m³                                   | 60,6 m³                                    | k. A.                                                      | k. A.                                      | k. A.                                                      | 74,76 m³                                                   | 63,32 m³                                      |       |
| Leermasse                     | 23.061 kg                                  | k. A.                                      | 23.070 kg                                                  | k. A.                                      | k. A.                                                      |                                                            | k. A.                                         |       |
| max. Startmasse               | 41.957 kg                                  | 45.132 kg                                  | 41.957 kg                                                  | 45.132 kg                                  |                                                            | 52.095 kg                                                  | 47.650 kg                                     |       |
| Nutzlast                      | 2.341 kg                                   | k. A.                                      | 3.238 kg                                                   | 2.617 kg                                   |                                                            | k. A.                                                      | k. A.                                         |       |
| Triebwerke                    | 2× Rolls-Royce BR710A2-20 je 65,6 kN Schub | 2× Rolls-Royce BR710A2-20 je 65,6 kN Schub | 2× Rolls-Royce Pearl je 67,3 kN Schub                      | 2× Rolls-Royce BR710A2-20 je 65,6 kN Schub | 2× Rolls-Royce Pearl je 67,3 kN Schub                      | 2× General Electric Passport je 73,4 kN Schub              | 2× General Electric Passport je 73,4 kN Schub |       |
| Avionik                       |                                            |                                            | Rockwell Collins ProLine Vision mit Combined Vision System |                                            | Rockwell Collins ProLine Vision mit Combined Vision System | Rockwell Collins ProLine Vision mit Combined Vision System |                                               |       |
| Höchstgeschwindigkeit         | Mach 0,89 / 950 km/h                       | Mach 0,89 / 950 km/h                       | Mach 0,90                                                  | Mach 0,89 / 950 km/h                       |                                                            | Mach 0,925                                                 | Mach 0,925                                    |       |
| optimale Reisegeschwindigkeit | Mach 0,85 / 904 km/h                       | Mach 0,85 / 904 km/h                       | Mach 0,85                                                  | Mach 0,85 / 904 km/h                       |                                                            | k. A.                                                      | k. A.                                         |       |
| Dienstgipfelhöhe              | 15.545 m                                   | 15.545 m                                   | 15.545 m                                                   | 15.545 m                                   |                                                            | k. A.                                                      | k. A.                                         |       |
| Reichweite                    | 9.630 km                                   | 11.390 km                                  | 10.600 km                                                  | 11.112 km                                  | 12.270 km                                                  | 13.700 km                                                  | 14.631 km                                     |       |
| Startstrecke                  | 1.689 m                                    | 1.887 m                                    | 1.674 m                                                    | 1.974 m                                    |                                                            | 1.814 m                                                    | 1.768 m                                       |       |
| Landestrecke                  | 814 m                                      | 814 m                                      | 673 m                                                      | 682 m                                      |                                                            | 856 m                                                      | 856 m                                         |       |
| Preis                         | $33 Mio.                                   | $46 Mio.                                   | k. A.                                                      | k. A.                                      | k. A.                                                      | k. A.                                                      | k. A.                                         | k. A. |

## Betreiber

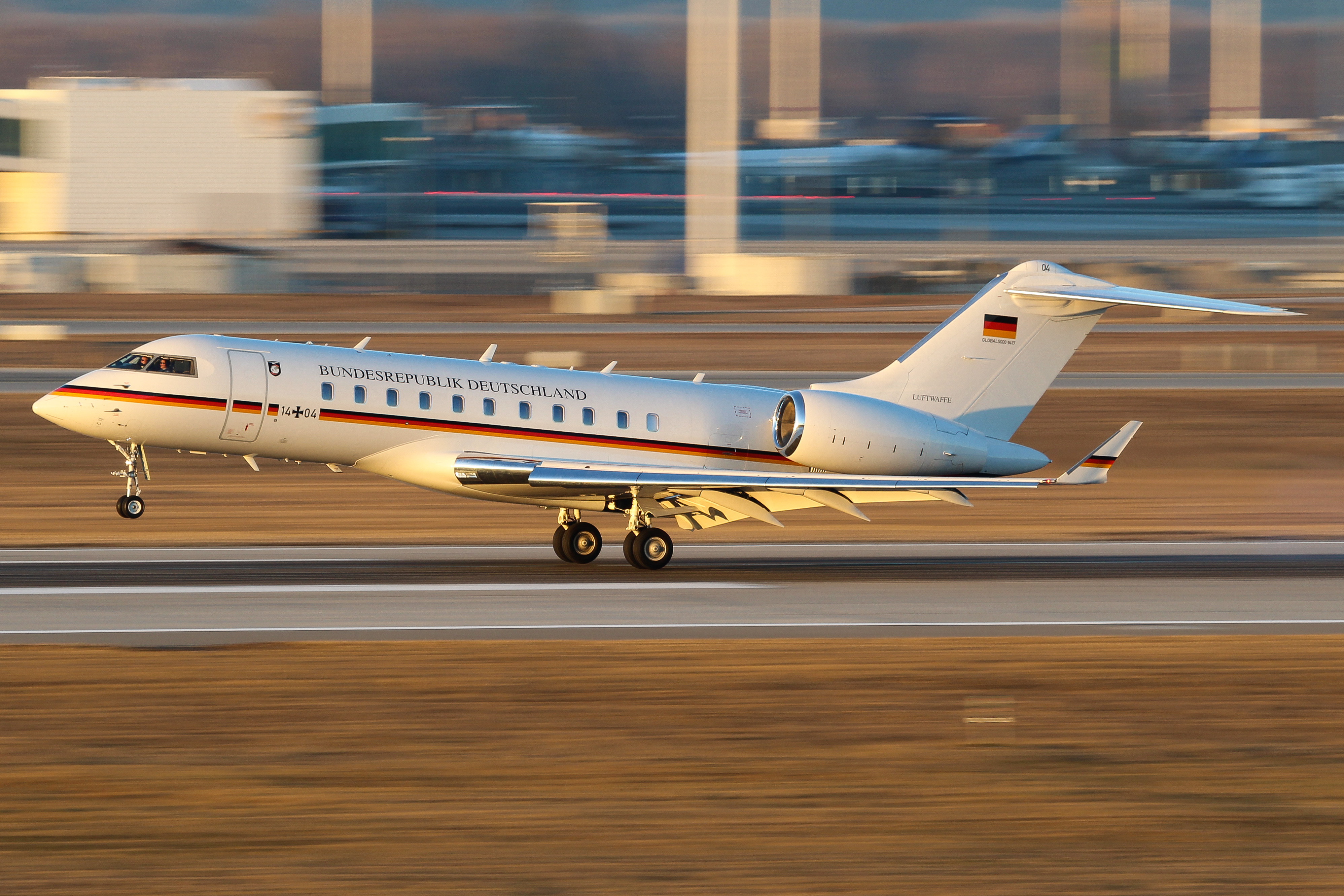
Die 14+04 der deutschen Luftwaffe am Flughafen München

Bislang wurden knapp 900 Maschinen aller Versionen verkauft. Unter den Eignern finden sich sowohl Einzelpersonen – über die oft wenig bekannt ist – wie auch Unternehmen, die mit diesem Flugzeug ihr Management oder Kunden zu Terminen fliegen, etwa die österreichische Zepter International. Außerdem setzen diverse Fluggesellschaften, die sich auf den sog. Individualverkehr spezialisiert haben, diesen Typ ein, so zum Beispiel Arab Wings, Global Jet Luxembourg, Jet Aviation, Laudamotion Executive, Luxaviation, NetJets, Nomad Aviation, Royal Jet und VistaJet.

### Militärische Nutzer
Unter anderem folgende Nationen nutzen Global-Flugzeuge als Staatsluftfahrzeuge oder Träger spezieller Missionsausrüstung, entweder zur Aufklärung oder als Relaisplattform:

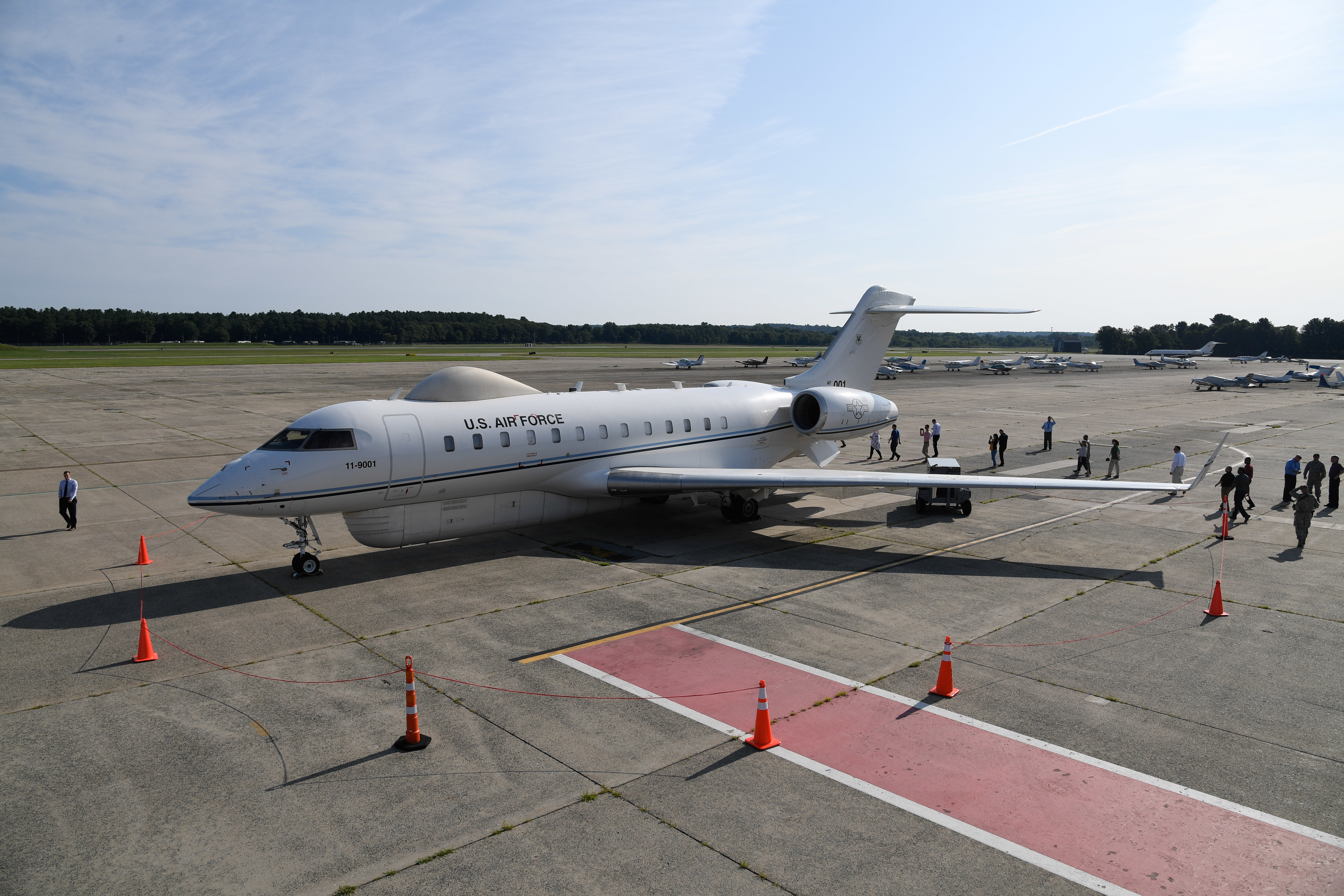
E-11A-Kommunikationsflugzeug der USAF im Juni 2021

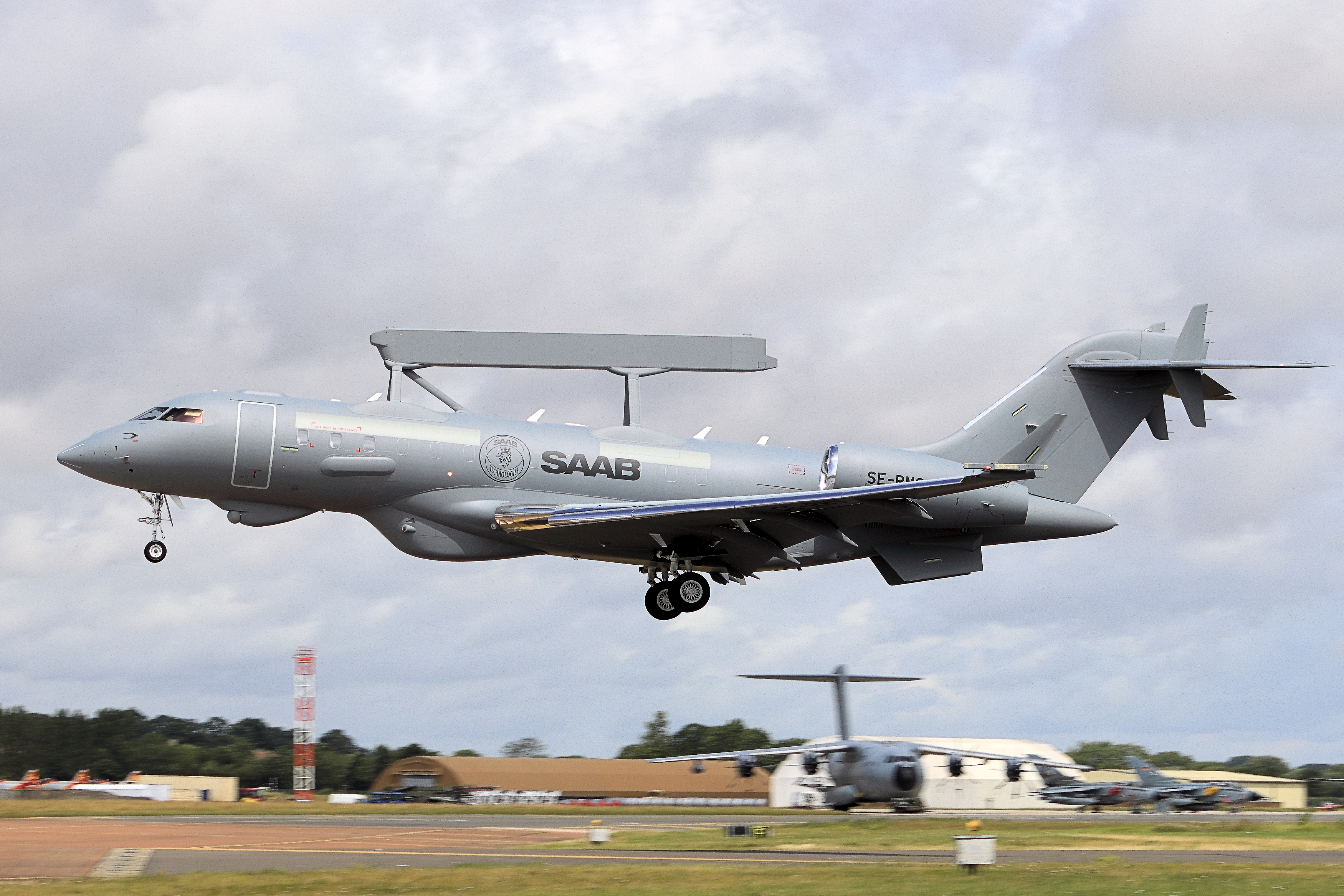
Saab GlobalEye

 Angola
1 Global 5000, VIP-Maschine (Kennzeichen D2-ANG)
 Streitkräfte Botswanas
1 Global 6000, VIP-Maschine (Kennzeichen OK1)
 Deutsche Luftwaffe
10, 4 Global 5000, 3 Global 6000 (jeweils in VIP-Ausstattung der FlBschftBMVg als Nachfolger der Challenger CL-601), 3 Global 6000 (im Rahmen des PEGASUS-Programms in einer SIGINT-Version als Nachfolger der Breguet 1150 M Atlantic bei Hensoldt beauftragt)
 Armée de l'air et de l'espace
2+2 (Global 6500) GlobalEye, Frühwarnflugzeuge von Saab mit Saab-Sensoren, bestellt 2025 (2 plus 2 Optionen), Absichtserklärung 2025.
 Indien
2 Global 5000, 2014 in Israel von Elta zu SIGINT-Plattformen umgebaut und auf der Palam Air Force Station in Delhi stationiert (Kennzeichen 4X-COH während der Umrüstung)
 Malaysia
1 Global 6000, VIP-Maschine (M48-02) ist der 2. Squadron der 1. Division der Luftwaffe zugeteilt und neben weiteren VIP-Flugzeugen auf dem Flughafen Kuala Lumpur-Sultan Abdul Aziz Shah stationiert.
 Schweden
5;  3 S 106 GlobalEye (Global 6000), Frühwarnflugzeuge von Saab mit Saab-Sensoren (insbes. Erieye-Radar), bestellt 2022 (2) und 2024 (1), Auslieferung vor 2027., 2 S 106 VIP (Global 6500), Bestellung 2025
 Schweiz (Lufttransportdienst des Bundes)
1 (Global 7500) VIP-Maschine, Auslieferung 2024 (Kennzeichen T-787).
 Luftstreitkräfte der Vereinigten Arabischen Emirate
5 (Global 6000) GlobalEye, Frühwarnflugzeuge von Saab mit Saab-Sensoren, bestellt 2015 (3) und 2020 (2), Erstflug 2018 in Linköping, Auslieferung 2020 bis 2024.
 Vereinigtes Königreich
5 (Global 5000) Sentinel R1 Aufklärungsflugzeuge; nach Außerdienststellung einer Maschine 2017 wurden vier weitere noch bei der V. (AC) Squadron in RAF Waddington eingesetzt, bis alle Maschinen 2021 endgültig außer Dienst gestellt wurden.
 Vereinigte Staaten
10 (Global 6000) E-11A-Kommunikationsflugzeuge, Ausrüstung mit dem Battlefield Airborne Communications Node (BACN) von Northrop Grumman, im Einsatz bei der 430th Expeditionary Electronic Squadron in Kandahar. Das erste Flugzeug der Baureihe war noch mit Radomen auf Rumpfober- und Unterseite ausgestattet, die jedoch für die Ausrüstung der Serienmaschinen nicht notwendig sind. Nach zunächst vier wurden 2021 sechs weitere Maschinen in Auftrag gegeben, nachdem 2020 ein Exemplar über Afghanistan verloren ging.
 United States Air Army
(Global 6500) – ISR-Flugzeuge, Ausrüstung durch die Sierra Nevada Corp. (SNC) im Rahmen des „High Accuracy Detection and Exploitation Systems“ (HADES) Programms als Ersatz der RC-12. Zur Überbrückung wurden übergangsweise fünf G6000/G6500 (2 G6500 Athena-S, 2 G6500 Athena-Radar, 1 G6000 Ares) sowie eine Challenger 650 mit insgesamt vier verschiedenen Sensorpaketen genutzt.

### Verluste militärischer Exemplare
- Die 14+01 der Luftwaffe wurde bei einer Notlandung auf dem Flughafen Berlin-Schönefeld am 16. April 2019 schwer beschädigt, als Ursache wurde ein Wartungsfehler des Instandhaltungsbetriebs Lufthansa Bombardier Aviation Services (Joint Venture von Lufthansa Technik, Bombardier und ExecuJet) festgestellt.[61] Als Ersatz und Ergänzung wurden im Juni 2019 drei Global 6000 bestellt,[62] die von September bis November 2019 ausgeliefert wurden.[63]
- Die E-11A mit der USAF-Seriennummer 11-9358 stürzte am 27. Januar 2020 (13:10 Uhr Ortszeit, 8:40 UTC) in der ostafghanischen Provinz Ghazni ab.[64] Alle (mutmaßlich fünf) Menschen an Bord und zwei Menschen am Boden starben. Ein Taliban-Sprecher behauptete, Taliban hätten die E-11A abgeschossen.[65]

### Vergleichbare Flugzeuge
- Dassault Falcon 7X
- Embraer Legacy 600
- Gulfstream G550
- Gulfstream G650